# Maianthemum tubiferum
Maianthemum tubiferum är en sparrisväxtart som först beskrevs av Alexander Feodorowicz Batalin, och fick sitt nu gällande namn av Lafrankie. Maianthemum tubiferum ingår i släktet ekorrbärssläktet, och familjen sparrisväxter. Inga underarter finns listade i Catalogue of Life.